# 장 파리조 드 라 발레트
장 파리조 드 라 발레트(프랑스어: Jean Parisot de La Valette, 1495년 2월 4일(추정) ~ 1568년 8월 21일)는 몰타 기사단의 제49대 총장(1557년 8월 21일 ~ 1568년 8월 21일)이다.
프랑스 남서부 케르시(Quercy)의 발레트(Valette) 가문에서 태어났다. 발레트 가문은 프랑스의 귀족 가문 가운데 하나로서 십자군 원정에 동행한 인물들이 많았다. 그의 어린 시절에 대해서는 거의 알려져 있지 않은 편이다.
1523년 오스만 제국의 로도스섬 공격이 일어나던 당시에는 몰타 기사단의 총장을 역임하고 있던 필리프 빌리에르 드 릴라담(Philippe Villiers de L'Isle-Adam)과 동행한 것으로 알려져 있다. 1565년에 일어난 몰타 공방전에서는 몰타 기사단이 오스만 제국의 공격을 격퇴하는 데에 중요한 역할을 했다.
1566년에는 신도시 발레타의 건설을 명령했으며 발레타의 첫 돌을 직접 옮기기도 했다. 발레타가 완성되기 이전에 사망했으며 그의 시신은 발레타 요새 안쪽에 위치한 성 요한 부주교구 성당에 위치한 묘역에 안치되었다.

## 같이 보기
- 몰타 공방전 (1565년)
- 발레타
- 구호기사단